# Столярский, Станислав Эдуардович
Станислав Эдуардович Столярский (2 (14) октября 1894, Санкт-Петербург — 15 апреля 1958, Ленинград) — генерал-майор авиации, морской летчик, доцент.

## Биография
Окончил вечерние политехнические курсы в Петрограде в 1914 году, школу мотористов при Петроградском политехническом институте в 1915 году. В 1915 году служил механиком в Офицерской школы морской авиации. В 1916 году служил механиком в 1-й воздушной бригаде Балтийского флота. В 1917 году в звании унтер-офицера служил в офицерской школе морской авиации в Баку. В мае-сентябре 1917 года обучался в летной школе при Воздушной дивизии Балтийского флота.
В январе-июне 1918 года служил летчиком в 1-м Социалистическом авиационном отряде истребителей. В июне-августе 1918 года обучался в школе воздушного боя в Гансале. В 1918—1919 годах командовал гидроавиаотрядом Самарской дивизии. Во время авиационных аварий получил перелом кости ступни правой ноги, повреждения грудной клетки, контузию правой ноги и ушибы. В 1919—1920 годах командовал авиацией Волжко-Каспийской военной флотилии. В 1920—1922 годах помощник начальник действующего Воздушного флота Республики по гидроавиации. При подавлении Кронштадтского мятежа руководил действиями авиации.
В марте-мае 1922 года обучался в Военно-морской академии РКФ. С мая 1921 года по декабрь 1923 года находился в командировке в Италии для наблюдения за постройкой и испытаниями гидросамолетов строящихся по заказу Главвоенвоздуха. В июне-декабре 1924 года участвовал в заграничном плавании на пароходе «Воровский». В 1924—1927 годах обучался в Военно-морской академии. С сентября 1927 года по май 1928 года стажировался в должности вахтенного начальника крейсера «Профинтерн». В мае-октябре 1928 года проходил стажировку в должности старшего помощника командира миноносца «Калинин». В 1928—1929 годах состоял адъюнктом Военно-морской академии. В мае-декабре 1929 года служил в должности начальника штаба Управления ВВС морских сил Балтийского моря. В 1929—1931 годах командовал 4-й авиационной бригадой. В 1931—1935 годах преподавал в Военно-морской академии Рабоче-Крестьянской Красной Армии имени К. Е. Ворошилова. В 1935 году утвержден в ученом звании доцента. В 1935—1938 годах руководил кафедрой ВВС и ПВО Военно-морской академии. 15 марта 1936 года присвоено звание комбрига. 25 мая 1936 года награждён орденом «Знак Почета». В августе 1938 года арестован.
В ноябре 1939 года освобожден. 4 июня 1940 года присвоено звание генерал-майора авиации. 25 августа 1940 года назначен начальником штаба Высших Курсов усовершенствования начальствующего состава ВВС ВМФ (ВКУНС ВВС ВМФ), в марте-сентябре 1941 года занимал должность заместителя начальника по научно-учебной работе ВКУНС ВВС ВМФ. 16 октября 1943 года назначен начальником штаба Высших Офицерских курсов ВВС ВМФ. 3 ноября 1944 года «за долголетнюю и безупречную службу в Красной армии» награждён орденом Красного Знамени. 5 ноября 1944 года «за достигнутые успехи в деле подготовки и усовершенствования офицерских кадров ВВС ВМФ» награждён орденом Красной Звезды. В декабре 1944 года назначен начальником кафедры ВВС Военно-морской академии имени К. Е. Ворошилова. 21 февраля 1945 года награждён орденом Ленина. 6 ноября 1947 года награждён вторым орденом Красного Знамени. В январе 1951 года уволен в отставку.

## Семья
Жена: Софья Николаевна Столярская (1900—1965)

- Сын: Кир-Икар Станиславович Столярский (р. 1923) — полковник авиации, командир 892-го гвардейского истребительного авиационного полка (1957—1960).

## Сочинения
- Столярский С. Э. Краткий исторический очерк развития и организации морской авиации в России с 1911 до начала 1918 года. — Л.: Военно-Морская Академия РККА им. тов. Ворошилова, 1932. — 20 с. илл. — Машинопись.